# Яунберзе
Я́унбе́рзе (латыш. Jaunbērze) — населённый пункт в южной части Латвии, административный центр Яунберзенской волости Добельского края. До 1 июля 2009 года входил в состав Добельского района. Расстояние до города Добеле — 14 км, до Риги — 61 км.

## История
Современное поселение находится на территории, некогда принадлежавшей Казупскому поместью (Kasuppen). Также используется название Грундмани.
В советское время населённый пункт носил название Грунтмани и был центром Берзского сельсовета Добельского района. В селе располагался совхоз «Берзе».
В Яунберзе имеются: 4 магазина, кафе, Межиниекская основная школа, детское дошкольно-образовательное учреждение «Минкупаркс». библиотека, дом культуры, докторат, почтовое отделение.